# اندی هاپر
اندی هاپر (به انگلیسی: Andy Hopper) (زاده ۹ مه ۱۹۵۳ در ورشو لهستان)، خزانه‌دار و نایب رئیس انجمن سلطنتی انگلیس است.
هاپر استاد فناوری رایانه، رئیس سابق گروه علوم و فناوری رایانه دانشگاه کمبریج است. وی همچنین عضو افتخاری تالار ترینا کمبریج (Trina Hall Cambridge) و کالج کورپوس کریستی کمبریج (Corpus Christi College, Cambridge) است.

## زندگی و تحصیلات
اندی هاپر در سال ۱۹۵۳ در ورشو دیده به جهان گشود. او تحصیلات مقدماتی را در مدرسه کوینتین کیناستون در لندن به پایان رساند. سپس در دانشگاه سوانسی (Swansea University) به تحصیل در رشته کامپیوتر پرداخت و فارغ‌التحصیل شد. او بعد از پایان دوره دکتری در سال ۱۹۷۴، دوره پسا دکترای خود را در آزمایشگاه کامپیوتر کمبریج و ترینی هال کمبریج گذراند. او تأییدیهٔ دکترای خود را از شبکه محلی کامپیوتر با نظارت دیوید ویلر به عنوان استاد مشاور دریافت کرد. رساله دکتری هاپر با موضوع شبکه‌های ارتباطی در سال ۱۹۷۷ ارائه شد. او با موریس ویلکس در زمینه ایجاد حلقه کمبریج و با جانشین‌های وی همکاری و مشارکت کرد.

## زمینه‌های کاری
هاپر در حوزه‌های مختلفی از جمله شبکه رایانه‌ای، سیستم‌های چند رسانه‌ای، رایانه مجازی تحت شبکه و رایانه هوشمند فعالیت نموده است. وی همچنین در زمینه نظارت بر رایانه و بررسی سیستم‌های تحت شبکه نیز فعالیت می‌کند.

## جوایز فردی
اندی هاپر در سال ۲۰۱۰ جایزه آکادمی سلطنتی مهندسی را دریافت کرد. همچنین در سال ۲۰۰۷، رتبه امپراتوری بریتانیا را کسب کرد.